# بلا ژیتنیک
بلا ژیتنیک (مجاری: Zsitnik Béla; ۱۷ دسامبر ۱۹۲۴ – ۱۲ ژانویهٔ ۲۰۱۹) قایقران روئینگ اهل مجارستان بود.